# Palazzo Tortoli

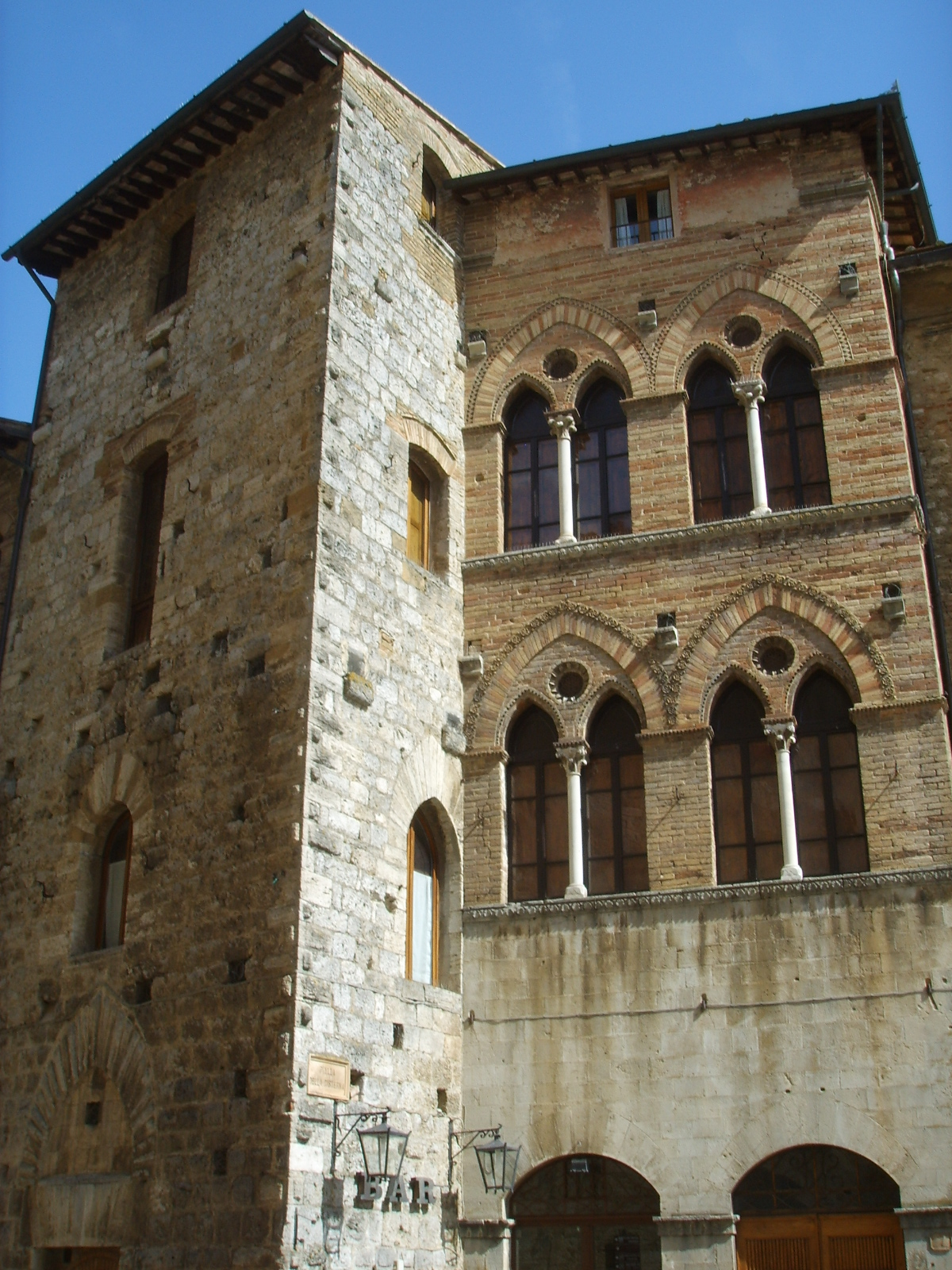
Le palais Tortoli et la tour tronquée adjacente.

Palazzo Tortoli-Treccani est un ancien palais de San Gimignano situé piazza della Cisterna.
Daté du XIVe siècle, l'édifice  est caractérisé par une façade ornée d'une double rangée d'élégantes fenêtres géminées à arc brisé de style siennois. Le rez-de-chaussée est revêtu de pierres tandis que les étages supérieurs, ont été construits en créant une  bichromie à bandes alternées de pierres et de briques, avec quelques trous de boulin.
Le palais est adjacent à une tour tronquée plus ancienne, vestige d'un palais du XIIe siècle qui fut celui du  Capitano del popolo. Percée par plusieurs baies de formes diverses, la tour en pierre de taille présente des parements ouvragés d'un bossage régulier alors que le chaînage d'angle est formé par un singulier bossage en saillie.

## Annexe